# Kawasaki Ki-102
Chiếc Kawasaki Ki-102 là một kiểu máy bay tiêm kích hạng nặng hai động cơ hai chỗ ngồi của Nhật Bản trong Thế Chiến II. Nó được phát triển nhằm thay thế kiểu Ki-45 Toryu. Có ba phiên bản được dự trù: Kiểu Ki-102a tiêm kích bay ngày, Kiểu Ki-102b cường kích và Kiểu Ki-102c tiêm kích bay đêm. Phe Đồng Minh đặt tên mã cho nó là Randy.
Nó được đưa vào hoạt động từ năm 1944, nhưng chỉ có các hoạt động hạn chế. Phiên bản chính (102b) được giữ lại để phòng thủ Chính quốc Nhật Bản, cho dù chúng có tham gia một số nhiệm vụ hạn chế trong Chiến dịch Okinawa. Nó không được đưa ra phục vụ tại tiền phương vì chúng được kỳ vọng sẽ mang loại tên lửa điều khiển đất-đối-không Igo-1-B một khi việc Đồng Minh tấn công Chính quốc Nhật Bản xảy ra.

## Các phiên bản
Ki-102Chiếc nguyên mẫu. Có ba chiếc được chế tạo.
Ki-102aTương tự như chiếc nguyên mẫu, nhưng được trang bị bộ turbo siêu tăng áp cho phép động cơ duy trì công suất ở tầm cao. Pháo 57 mm được thay bằng kiểu 37 mm, và súng máy đuôi 12.7 mm được tháo bỏ. Có 26 chiếc được chế tạo.
Ki-102bPhiên bản chủ yếu – Tương tự như chếc nguyên mẫu ngoại trừ cải tiến bánh đáp đuôi. Có 207 chiếc được chế tạo.
Ki-102cPhiên bản tiêm kích bay đêm có thân và sải cánh kéo dài, trang bị radar trong một vòm bằng Plexiglas, các khẩu pháo 20 mm bắn chéo, và các khẩu pháo 20 mm dưới bụng được thay bằng pháo 30 mm. Có hai chiếc được chế tạo.
Tổng cộng có 238 chiếc được chế tạo.

## Các nước sử dụng
Nhật Bản
- Lục quân Đế quốc Nhật Bản

## Đặc điểm kỹ thuật (Ki-102b)
Nguồn: Japanese Aircraft of the Pacific War

### Đặc tính chung
- Đội bay: 02 người
- Chiều dài: 11,45 m (37 ft 7 in)
- Sải cánh: 15,57 m (51 ft 1 in)
- Chiều cao: 3,70 m (12 ft 2 in)
- Diện tích bề mặt cánh: 34 m² (366 ft²)
- Trọng lượng không tải: 4.950 kg (10.900 lb)
- Trọng lượng có tải: 7.300 kg (16.000 lb)
- Động cơ: 2 x động cơ Mitsubishi Ha-112-II Ru 14 xy lanh bố trí hình tròn, công suất 1.500 mã lực (1.100 kW) mỗi động cơ

### Đặc tính bay
- Tốc độ lớn nhất: 580 km/h (310 knot, 360 mph)
- Tầm bay tối đa: 2.000 km (1.100 nm, 1.200 mi)
- Trần bay: 10.000 m (33.000 ft)
- Tốc độ lên cao: 11,9 m/s (2.340 ft/min)
- Tỉ lệ công suất/khối lượng: 0,30 kW/kg (0,185 hp/lb)

### Vũ khí
- 1 x pháo Ho-401 57 mm (2,24 inch), thay bằng pháo 37 mm trên phiên bản 102a, được gỡ bỏ trên phiên bản 102c
- 2 x pháo Ho-5 Hispano-Suiza 20 mm (0,787 inch), thay bằng pháo 30 mm trên phiên bản 102c
- 1 x súng máy Ho-103 12,7 mm (0,50 inch), được gỡ bỏ trên phiên bản 102a và 102c
- 2 x 250 kg (551 lb) bom hoặc
- 2 x thùng nhiên liệu phụ vứt được 200 L

## Nội dung liên quan
Máy bay liên quan
- Kawasaki Ki-96

Máy bay tương tự
- Messerschmitt Me 410
- Mitsubishi Ki-46

Danh sách liên quan
- Danh sách máy bay chiến đấu
- Danh sách máy bay quân sự Nhật Bản
- Danh sách máy bay trong Chiến tranh Thế giới II
- Danh sách máy bay tiêm kích